# Ralph McKittrick
Ralph McKittrick (St. Louis, 17 agosto 1877 – St. Louis, 4 maggio 1923) è stato un golfista e tennista statunitense.

## Carriera
McKittrick partecipò ai Giochi olimpici di Saint Louis 1904, dove vinse una medaglia d'argento nel torneo a squadre di golf. Nella stessa Olimpiade, prese parte al torneo individuale di golf, in cui fu sconfitto agli ottavi di finale da Albert Lambert.
Nel tennis, invece, McKittrick disputò entrambi i tornei olimpici. Nel singolare fu sconfitto ai quarti di finale della parte alta da Edgar Leonard, mentre nel torneo di doppio, con Dwight Filley Davis, fu eliminato ai quarti di finale.

## Palmarès
In carriera ha conseguito i seguenti risultati:
- Giochi olimpici

St. Louis 1904: una medaglia d'argento nel torneo a squadre di golf.